# Пшевуз-Тарновський
Пшевуз-Тарновський (пол. Przewóz Tarnowski) — село в Польщі, у гміні Маґнушев Козеницького повіту Мазовецького воєводства.
Населення — 172 особи (2011).
У 1975-1998 роках село належало до Радомського воєводства.

## Демографія
Демографічна структура станом на 31 березня 2011 року:
|          | Загалом | Допрацездатний вік | Працездатний вік | Постпрацездатний вік |
| -------- | ------- | ------------------ | ---------------- | -------------------- |
| Чоловіки | 86      | 20                 | 59               | 7                    |
| Жінки    | 86      | 24                 | 46               | 16                   |
| Разом    | 172     | 44                 | 105              | 23                   |